# Axel von Freytagh-Loringhoven

Axel Frhr. von Freytagh-Loringhoven

Axel August Gustav Johann Freiherr von Freytagh-Loringhoven (* 1. Dezember 1878 in Arensburg, Gouvernement Estland; † 28. Oktober 1942 in Breslau, Niederschlesien) war Jurist (Professor für Staats- und Völkerrecht). 1917 erhielt er ein Ordinariat in Breslau und lebte dort. Er war ein völkisch gesinnter und antisemitischer Nationalist, Monarchist, Reichstagsabgeordneter in der DNVP/NSDAP von 1925 bis 1942 und preußischer Staatsrat.

## Leben bis zum Ende des Ersten Weltkrieges
Axel von Freytagh-Loringhoven stammte aus der deutschbaltischen Adelsfamilie Frydag. Geboren in Arensburg auf der Insel Ösel im russländischen Gouvernement Estland, studierte er an der Kaiserlichen Universität Dorpat, wo er Mitglied der deutschsprachigen Studentenverbindung Livonia Dorpat war. Er nahm als russischer Reserveoffizier am Russisch-Japanischen Krieg teil. Nach seinem Doktorexamen wurde er 1908 Privatdozent in St. Petersburg. In St. Petersburg wurde Freytagh-Loringhoven auch Redakteur der deutschsprachigen, einflussreichen Sankt Petersburger Zeitung. Im Jahre 1910 wurde er Professor für Völkerrecht am Juristisches Lyzeum „P.G.Demidow“ in Jaroslawl, 220 km nordöstlich von Moskau. 1911 erhielt er einen Lehrstuhl an der Universität Dorpat.
Im Jahre 1917 verließ Freytagh-Loringhoven Russland und ging nach Deutschland. Wegen seiner Sprach- und juristischen Kenntnisse wurde er 1917 Berater des Oberbefehlshabers Ost. 1918 erhielt er einen Lehrstuhl für Recht an der Universität Breslau und siedelte nach dorthin über. Er lehrte Staats-, Verwaltungs- und Völkerrecht. Er blieb bis an sein Lebensende in Breslau.

## Leben in der Weimarer Republik
Freytagh-Loringhoven war über die Revolution 1918 schockiert. Ein demokratisches Regierungssystem lehnte er ab. Er fühlte sich anfangs als ein auf völkischem Boden stehender Monarchist und betrachtete den abgedankten Kaiser Wilhelm II. als sein Staatsoberhaupt. In Breslau gehörte er 1919 dem Vorstand der dortigen Ortsgruppe des Deutschvölkischen Schutz- und Trutzbundes an (DVSTB). Wie die anderen Mitglieder des DVSTB, die auf jeden Fall antidemokratisch gesinnt waren, war Freytagh-Loringhoven sehr antisemitisch eingestellt. Er war auch Mitglied in dem monarchistischen Bund der Aufrechten, der ebenfalls sehr antisemitisch war und sich in der Tradition Adolf Stoeckers sah. Beide Organisationen wurden nach dem von Rechtsradikalen erfolgten Mord an Walter Rathenau verboten. Freytagh-Loringhoven lehnte die Weimarer Verfassung unter anderem deswegen ab, weil der Autor der Verfassungsbestimmungen Hugo Preuß ein Jude war. In seinem gegen die Demokratie gerichteten Buch über die Weimarer Verfassung hatte er ein antisemitisches Programm entwickelt, das den Nationalsozialisten als Vorlage für die Nürnberger Gesetze hätte dienen können.
Freytagh-Loringhoven machte die Sozialdemokraten, die Kommunisten und vor allem die Juden für die seiner Meinung aus der Revolution resultierende Kriegsniederlage verantwortlich. Besonders verwerflich fand er, dass die meisten staatstragenden Parteien wie SPD, Deutsche Zentrumspartei und DDP für die Unterzeichnung des Versailler Vertrags gestimmt hatten, als wenn es dazu eine Alternative gegeben hätte. Daher seien diese Parteien für die nachteiligen Bestimmungen dieses Vertrages verantwortlich und nicht die Niederlage im Ersten Weltkrieg.
Freytagh-Loringhoven äußerte in juristischer Hinsicht die Auffassung, die Verfassung der Weimarer Republik sei wegen ihres revolutionären Ursprungs illegal, Prinz Max von Baden, Friedrich Ebert und Philipp Scheidemann seien Hochverräter. Diese Thesen verbreitete er auch in seinen Vorlesungen. Ein Disziplinarverfahren, das daraufhin gegen ihn als Beamter des von ihm als illegal erachteten Staates eingeleitet wurde, konnte er unter Berufung auf seine Abgeordnetenimmunität abwehren, nachdem er 1924 Mitglied des Reichstages (MdR) geworden war. Eine weitere Beschwerde gegen ihn wurde von einem preußischen Kultusminister dilatorisch behandelt. Seine gegen den Staat gerichteten Anschauungen und Lehrmeinungen konnte er ungehindert in seinen Büchern und Zeitungsartikeln ausbreiten, so auch im Buch Die Weimarer Verfassung in Lehre und Wirklichkeit, das beim völkischen Verleger J.F. Lehmann 1924 erschien. Insgesamt war Freytagh-Loringhoven ein erbitterter Feind der Demokratie und der Weimarer Republik. So war es nicht verwunderlich, dass Freytagh-Loringhoven 1919 zu den Mitbegründern der antisemitischen und antirepublikanischen DNVP gehörte. Die Neue Deutsche Biographie nennt ihn „einen der ausgeprägtesten Vertreter des bürgerlichen Nationalismus in völkischer Ausprägung.“ Der 1933 emigrierte Breslauer Rechtswissenschaftler Ernst J. Cohn bezeichnete Freytagh-Loringhoven als einen der äußersten Vertreter des antisemitischen Flügels der DNVP.
Ab 1924 war Freytagh-Loringhoven deutschnationaler Reichstagsabgeordneter. Im Parlament fungierte er als Mitglied des außenpolitischen Ausschusses. Die Annäherungspolitik von Gustav Stresemann bekämpfte er. Der Abschluss der Verträge von Locarno wurde von ihm abgelehnt. Auch die dort vereinbarte Aufnahme Deutschlands in den Völkerbund lehnte er ab, genau wie er die gesamte Institution Völkerbund für schädlich hielt.
1921 bis 1925 war er Mitglied des Provinziallandtags der Provinz Niederschlesien. Dieser wählte ihn vom Mai 1921 bis zum Februar 1929 als stellvertretendes Mitglied des Preußischen Staatsrats.

## Leben in der Zeit des Nationalsozialismus
Mit Alfred Hugenberg unterstützte Freytagh-Loringhoven 1933 die Ernennung Adolf Hitlers zum Reichskanzler und galt sogar als Kandidat für einen Ministerposten. Er betrieb auch die Auflösung der DNVP. Mitglied der NSDAP oder einer ihrer Gliederungen wurde er nicht. Er wurde bei den Reichstagswahlen im November 1933, 1936 und 1938 jeweils über die Einheitsliste der NSDAP Mitglied des Reichstags. Da er kein Parteimitglied war, wurde er im Reichstag als Gast der NSDAP-Fraktion geführt. Der preußische Ministerpräsident Göring ernannte ihn 1933 zum Preußischen Staatsrat. Eine weitere Anerkennung durch die Nationalsozialisten war, dass Freytagh-Loringhoven 1934 von der deutschen Regierung zum ständigen Mitglied des Ständigen Schiedshofes in Den Haag berufen wurde, einen Posten, mit dem er den Völkerrechtler Walter Schücking beerbte. Schücking war in Ungnade gefallen, da er Demokrat und Pazifist war. Seine Professur in Kiel hatte er schon verloren, aber den Sitz im Internationalen Gerichtshof in Den Haag gab Schücking trotz Aufforderung durch seine Regierung nicht auf. Loringhoven war in seiner Funktion als Schiedsrichter auch 1935 an der Lösung des Falls der Entführung des Berthold Jacob durch deutsche Geheimdienste aus der Schweiz beteiligt.
Am Inhalt seines Buches Deutschlands Außenpolitik 1933–1941, das zuerst in vielen Auflagen erschien, wird deutlich, dass Freytagh-Loringhoven die Außen- und Eroberungspolitik des Hitlerreiches voll unterstützte. Das Buch wurde den Soldaten auch als Tornisterschrift des Oberkommandos der Wehrmacht  für den Dienstgebrauch mitgegeben. Das zeigt, dass Freytagh-Loringhoven zum offiziösen Interpreten der nationalsozialistischen Außenpolitik aufgerückt war.
Freytagh-Loringhoven wurde 1933 Mitglied der Akademie für Deutsches Recht und war dort Vorsitzender des Ausschusses für Kolonialrecht. Zu seinem 60. Geburtstag verlieh ihm Hitler die Goethe-Medaille für Kunst und Wissenschaft. Außerdem war er zum Rechtsritter des Johanniterordens ernannt worden.
Freytagh-Loringhoven gab die 1933 aus der Taufe gehobene Zeitung Monatszeitschrift für Völkerbund und Völkerrecht heraus. Sie erschien bis 1938. Danach wurde er Herausgeber der Europäischen Revue, die vom Propagandaministerium finanziert wurde. Diese Zeitung propagierte die Pläne der Nationalsozialisten für eine Beherrschung Europas unter dem Titel Nationalsozialistische Europaidee.
1938/1939 war Freytagh-Loringhoven in die Arisierung der Zeitschrift für Vergleichende Rechtswissenschaft einschließlich der ethnologischen Rechtsforschung verwickelt. Leonhard Adam wurde gezwungen zurückzutreten, und Freytagh-Loringhoven beerbte ihn im Auftrag der Akademie für Deutsches Recht als Herausgeber.
Freytagh-Loringhoven ist auf der 400 Namen umfassenden „Liste der führenden Nazis“ (List of Key Nazis) aufgeführt, die John Franklin Carter, Berater des US-amerikanischen Präsidenten Franklin D. Roosevelt, 1942 für das Weiße Haus zusammenstellen ließ und auch an den Militärgeheimdienst OSS weiterleitete.
Nach 1945 wurden diverse Schriften Freytagh-Loringhovens in der Sowjetischen Besatzungszone und in der Deutschen Demokratischen Republik auf die Liste der auszusondernden Literatur gesetzt.

## Schriften (Auswahl)
- Вступление наследника в обязательства и права требования наследователя по остзейскому праву. K. Matthiesen, Jurjew (Dorpat) 1905 (Digitalisat).
- Наследование в крестьянской недвижимости по германскому праву. Том 1, Исторические основы. K. Matthiesen, Jurjew (Dorpat) 1910 (Digitalisat).
- Geschichte der russischen Revolution. J. F. Lehmann, München 1919.
- Die Weimarer Verfassung in Lehre und Wirklichkeit. J. F. Lehmann, München 1924.
- Deutschland und der Völkerbund. J. F. Lehmann, München 1925.
- Von Locarno nach Genf und Thoiry. Brunnen-Verlag K. Winckler, Berlin 1926.
- Die Satzung des Völkerbundes. Mit Einleitung und Erläuterungen von Frhrn v. Freytagh-Loringhoven. G. Stilke, Berlin 1926.
- Deutsche Außenpolitik und nationale Opposition: Reichstagsreden von Otto Hoetzsch und  Freiherr von Freytagh-Loringhoven (= Deutschnationale Flugschrift der Deutschnationalen Schriftenvertriebsstelle. Nr. 276). Deutschnationale Schriftenvertriebsstelle, Berlin 1926.
- Deutschnationale Volkspartei. Pan-Verlagsgesellschaft m.b.H., Berlin 1931.
- Deutschlands Außenpolitik 1933–1939. Otto Karl Stollberg, Berlin 1939; ab der 6. Auflage 1940 als Deutschlands Außenpolitik 1933–1940, als 9. Auflage 1942 als  Deutschlands Außenpolitik 1933–1941, 11. Auflage 1943 (Sonderauflage als Tornisterschrift des Oberkommandos der Wehrmacht, Abteilung Inland, nur für den Dienstgebrauch).
- Kriegsausbruch und Kriegsschuld 1939. Essener Verlags Anstalt, Essen 1940.
- Mitherausgeber der Zeitschrift Europäische Revue. Stuttgart/Berlin 1938–1942 (Freytagh als Herausgeber ist nachweisbar ab 1939.)

Zeitschriftenaufsätze (kleine Auswahl):
- Memel. In: Deutsche Juristenzeitung. Jg. 40 (1935), Heft 4, Spalte 193 (Ein Artikel, in dem Freytagh-Loringhoven auf die seiner Meinung nach von den  litauischen Regierung begangenen Vertragsverletzungen gegenüber Deutschland hinweist.)
- Die Entschließung von Genf. In: Deutsche Juristenzeitung. Jg. 40 (1935), Heft 9, Spalten 527–530 (Hier bemühte sich Freytagh-Loringhoven zu beweisen, dass die von Deutschland am 16. März 1935 verkündete Wiedereinführung der Wehrpflicht keine Vertragsverletzung des Versailler Vertrages war. Dagegen verstoße die gegen die Einführung der Wehrpflicht gerichtete Entschließung des Völkerbundes vom 17. April 1935 gegen das Verfahrensrecht des Völkerbundes.)
- Sanktionen. In: Deutsche Juristenzeitung, Jg. 40 (1935), Heft 21, Spalten 1261–1268 (Hier ging es um internationale Reaktionen zu dem Handeln Italiens, das mit dem Beginn des Abessinienkrieges am 3. Oktober 1935 gegen das bestehende Völkerrecht verstoßen hatte. Freytagh-Loringhoven erklärte in dem Beitrag die Haltung Deutschlands, das sich in diesem Konflikt für neutral erklärt hatte.)